# صموئيل أندرسون (عداء سريع)
صموئيل أندرسون هو واثب حواجز ‏ كوبي، ولد في 25 سبتمبر 1929 في ماتانزاس في كوبا، وتوفي في 18 أغسطس 2012 في Riverview, Florida ‏ في الولايات المتحدة.

## وصلات خارجية
- صموئيل أندرسون على موقع أوليمبيديا (الإنجليزية)